# بوریس آپوستولوف
بوریس آپوستولوف (بلغاری: Борис Апостолов؛ ۲۰ ژانویهٔ ۱۹۲۵ – ۱۵ ژانویهٔ ۲۰۰۹) بازیکن فوتبال اهل بلغارستان بود.
از باشگاه‌هایی که در آن بازی کرده است می‌توان به باشگاه فوتبال لفسکی صوفیه اشاره کرد.
وی همچنین در تیم ملی فوتبال بلغارستان بازی کرده است.